# Mike Smith (chitarrista)
Mike Smith (Middle River, 11 ottobre 1973) è un chitarrista statunitense.

## Biografia

### Snot
Sonny Mayo, primo chitarrista degli Snot, lasciò il gruppo nel maggio del 1998. Subito dopo si unì a loro Smith, per la lavorazione del loro secondo album. Tuttavia ciò fu interrotto dalla morte di Lynn Strait, avvenuta a dicembre per un incidente stradale. In seguito gli Snot si sciolsero, anche se nel 2000 pubblicarono Strait Up, con le ospitate di altri artisti.

### TheSTART
Smith formò poi gli Hero, insieme all'ex Snot Jamie Miller e gli ex Human Waste Project Aimee Echo e Scott Ellis. Nel luglio del 1999 gli Hero firmarono per la 143 Records/Atlantic Records e pubblicarono Circles. Per problemi legali con un gruppo omonimo cambiarono nome in theSTART, su suggerimento della madre di Echo. Alla fine del 2000 Mike Smith lasciò la band. Dopo varie discussioni la data di pubblicazione dell'album fu rimandata nel luglio del 2001 per la Geffen Records, e il titolo fu cambiato in Shakedown!.

### Limp Bizkit, Evolver
Alla fine del 2001 i Limp Bizkit si separarono dal chitarrista Wes Borland. All'inizio furono aperte le audizioni "Put Your Guitar Where Your Mouth Is" per la ricerca di un sostituto, ma nessuno fu scelto fra centinaia di partecipanti. Smith aveva conosciuto i Bizkit già in precedenza, dato che giravano a volte in concerto con gli Snot. Così optarono per lui, che del gruppo divenne chitarrista nel 2003. Insieme registrarono 14 canzoni, alcune delle quali inserite nella lista tracce di Results May Vary.
I Limp Bizkit andarono in tour tra il 2003 e l'inizio del 2004, ma Smith se ne andò presto e Borland tornò nel gruppo. Non si sa se Smith abbia lasciato volontariamente i Bizkit, o se lo hanno licenziato per richiamare Wes. Fino ad oggi entrambe le parti in causa sono state in silenzio sulla questione.
Attualmente Mike Smith è vocalist e chitarrista degli Evolver.